# Sydney Thunder
Die Sydney Thunder sind ein australisches Cricket-Franchise, das seit der Saison 2011/12 in der australischen Twenty20-Liga, der Big Bash League, spielt. Ihr Heimstadion ist das Spotless Stadium in Sydney. Dabei teilen sie sich die Stadt mit dem Ligarivalen Sydney Sixers. In der Saison 2015/16 konnten sie erstmals die Big Bash League gewinnen.

## Geschichte
Die Sydney Thunder wurden 2011 im Zuge der Einführung der Big Bash League gegründet. Am 6. April 2011 wurden sie zusammen mit den anderen Teams der Liga vorgestellt und die Farbe Electric Green zugewiesen. Das vorgesehene Stadion war das ANZ Stadium und damit nicht das Sydney Cricket Ground das in der Stadt durch das Cricketteam von New South Wales genutzt wird. Dieses wurde dem Ligarivalen Sydney Sixers zugewiesen. Als Überseespieler wurden für die erste Saison die west-inder Chris Gayle und Fidel Edwards verpflichtet. Als Kapitän wurde David Warner ernannt. In der ersten Saison konnten sie nur zwei Spiele gewinnen und belegten so den letzten Platz.
Zur neuen Saison verließ Warner den Verein zum Stadtrivalen und die geplante Verpflichtung von Shahid Afridi scheiterte, nachdem der pakistanische Verband zunächst die Zustimmung verweigerte und sie später nur eingeschränkt gab. In der Saison verlief die Gruppenphase enttäuschend und man platzierte sich, als man kein Spiel gewinnen konnte, abermals als Tabellenletzter.
Mit zwei Verpflichtungen von sri-lankischen Spielern, Tillakaratne Dilshan und Ajantha Mendis, wurde versucht das Team aufzubessern. Allerdings gelang in der Vorrunde nur in der Vorrunde nur ein Sieg und so wurde der letzte Platz in der dritten Saison in Folge erzielt.
Thunder hatte in der Saison 2014/15 zahlreiche Veränderungen vorgenommen. So wurde der südafrikanische All-rounder Jacques Kallis verpflichtet und mit Paddy Upton ein neuer Coach ernannt. Allerdings reichte dieses nicht um eine deutliche Verbesserung herbeizuführen und so wurde man mit zwei Siegen Vorletzter.
Zur Saison 2015/16 wurde das renovierte Spotless Stadium als neue Heimstätte bezogen. Die Vorrunde verlief gut, so konnte man erstmals den Stadtrivalen Sixers schlagen und platzierte sich letztendlich auf den vierten Tabellenplatz und erreichte so erstmals das Halbfinale. Dort traf man auf die Adelaide Strikers und konnte sich mit acht Wickets durchsetzen.
Im darauf folgenden Finale traf man auf die Melbourne Stars und gewann dieses mit drei Wickets und erzielte so den Turniersieg. Star der Mannschaft in beiden Playoff-Spielen war Batsman Usman Khawaja.

## Abschneiden in der Big Bash League
| Jahr    | Spiele | Siege | Niederlagen | No Result | Endplatzierung (Vorrunde) |
| ------- | ------ | ----- | ----------- | --------- | ------------------------- |
| 2011/12 | 7      | 2     | 5           | 0         | Vorrunde (8/8)            |
| 2012/13 | 8      | 0     | 8           | 0         | Vorrunde (8/8)            |
| 2013/14 | 8      | 1     | 7           | 0         | Vorrunde (8/8)            |
| 2014/15 | 8      | 2     | 5           | 1         | Vorrunde (7/8)            |
| 2015/16 | 8      | 4     | 4           | 0         | Sieger (4/8)              |
| 2016/17 | 8      | 3     | 5           | 0         | Vorrunde (8/8)            |
| 2017/18 | 10     | 4     | 6           | 0         | Vorrunde (6/8)            |
| 2018/19 | 14     | 6     | 7           | 1         | Vorrunde (6/8)            |
| 2019/20 | 14     | 6     | 7           | 1         | Halbfinale (5/8)          |